# 사힙 1세 기라이

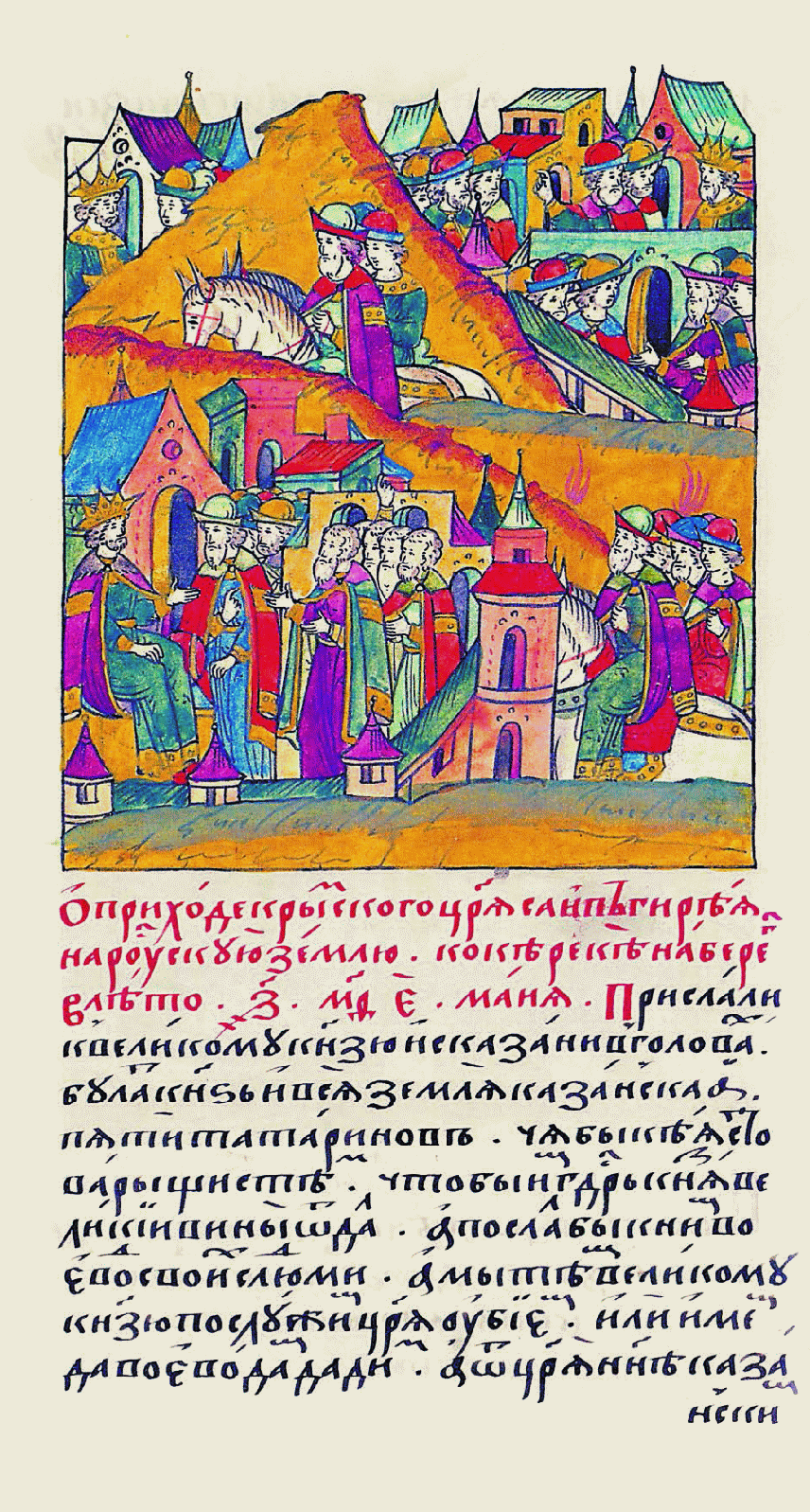

사힙 1세 기라이(타타르어: Säxip Gäräy, Сәхип Гәрәй) (1532년~1551년)는 크림과 카잔 칸국의 칸이다.